# Эшкенан
Эшкена́н, или Ишкена́н, или Ишкана́н (перс. اشکنان‎) — небольшой город на юге Ирана, в провинции Фарс. Входит в состав шахрестана  Ламерд. По данным переписи, на 2006 год население составляло 7 513 человек.

## География
Город находится в южной части Фарса, в горной местности юго-восточного Загроса, на высоте 381 метра над уровнем моря.
Эшкенан расположен на расстоянии приблизительно 280 километров к юго-юго-востоку (SSE) от Шираза, административного центра провинции и на расстоянии 955 километров к юго-юго-востоку от Тегерана, столицы страны.